# Coryogalops anomolus
Coryogalops anomolus es una especie de peces de la familia de los Gobiidae en el orden de los Perciformes.

## Morfología
Los machos pueden llegar a alcanzar los 5,8 cm de longitud total.

## Hábitat
Es un pez de  clima tropical y demersal que vive entre 1-16 m de profundidad.

## Distribución geográfica
Se encuentra al oeste del océano Índico: el mar Rojo, el golfo Pérsico y el archipiélago de Zanzíbar (Tanzania ).

## Observaciones
Es inofensivo para los humanos.